# Ховд
Ховд (в досоветский и советский период — Кобдо, в довоенный период иногда — Джиргаланту, Чжиргаланту; монг. Ховд) — город в западной части Монголии, административный центр одноимённого аймака. Ховд расположен на реке Ховд (Кобдо-Гол), недалеко от озера Хар-Ус-Нуур. Образует сомон Жаргалант.

## История
Город основан в XVII веке Галдан-Бошогту-ханом, правителем Джунгарии (1671—1697). Империя Цин установила контроль над Ховдом после гибели Джунгарского ханства в 1757 году. Правление империи Цин завершилось после взятия 7 августа 1912 года манчжурско-китайского гарнизона соединениями монгольской народной армии под предводительством Манлай-Батора Дамдинсурэна, Хатан-Батора Максаржава и Джа-ламы Дамбиджалцана.

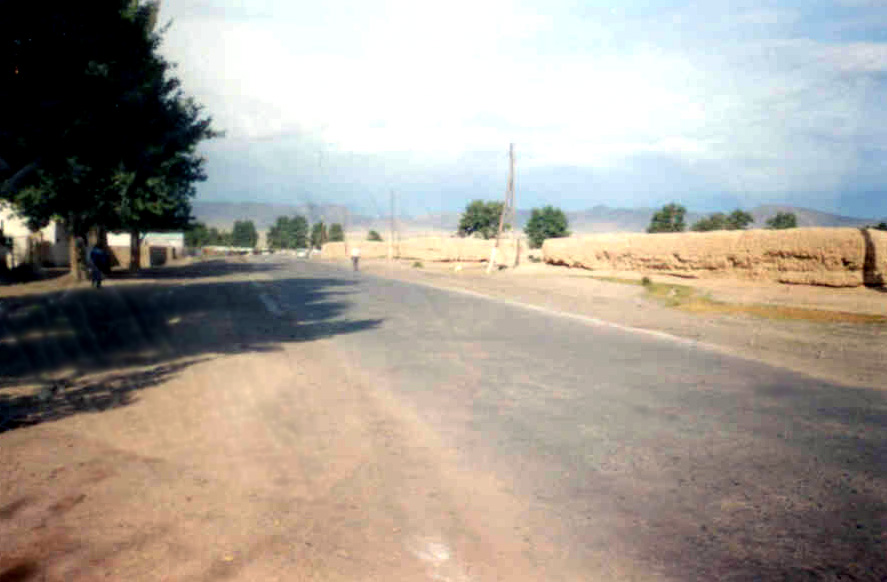
Руины крепости, где размещался маньчжурский амбань и цинский гарнизон.

## Физико-географическая характеристика
Ховд расположен у подножия Монгольского Алтая. В 25 км от города расположено озеро Хар-Ус-Нуур, входящее в состав заповедника Манхан.
Климат Ховда пустынный (классификация климатов Кёппена — BWk), с сухой, практически бесснежной и продолжительной зимой и коротким и жарким летом. Сумма осадков незначительна; большая из них выпадает летом.
| Показатель              | Янв.  | Фев.  | Март  | Апр.  | Май  | Июнь | Июль | Авг. | Сен.  | Окт.  | Нояб. | Дек.  | Год   |
| ----------------------- | ----- | ----- | ----- | ----- | ---- | ---- | ---- | ---- | ----- | ----- | ----- | ----- | ----- |
| Абсолютный максимум, °C | 8,6   | 13,7  | 21,7  | 30,7  | 32,0 | 34,2 | 33,4 | 35,6 | 30,0  | 24,7  | 14,4  | 13,3  | 35,6  |
| Средний максимум, °C    | −16,3 | −12   | 0,3   | 11,1  | 19,1 | 23,8 | 24,7 | 23,4 | 17,7  | 9,0   | −2,3  | −12,9 | 7,1   |
| Средняя температура, °C | −24,3 | −20,2 | −7,4  | 3,9   | 11,9 | 17,1 | 18,6 | 16,7 | 10,6  | 1,5   | −9,7  | −20   | −0,1  |
| Средний минимум, °C     | −29,9 | −27,7 | −14,7 | −3,5  | 4,6  | 10,3 | 12,3 | 10,0 | 3,9   | −4,7  | −15,7 | −25,6 | −6,7  |
| Абсолютный минимум, °C  | −46,6 | −44,6 | −31,7 | −19,4 | −8,6 | −6,4 | 1,5  | −0,9 | −13,9 | −25,3 | −35,2 | −40,4 | −46,6 |
| Норма осадков, мм       | 1,4   | 0,9   | 2,3   | 5,9   | 9,5  | 26,5 | 35,0 | 22,7 | 10,6  | 4,6   | 1,8   | 1,6   | 122,8 |
| Источник:               |       |       |       |       |      |      |      |      |       |       |       |       |       |

## Население
Численность населения (перепись 2000 года) — 26 023 человека, 2003 — 30 479 (оценка), 2007 — 28 601 (оценка).
В 2005 году в сомоне Жаргалант проживало 32 351 человек (6675 семей), принадлежавшим к более, чем 10 различным этническим группам и национальностям — олёты, халхи, захчины, торгуты, урянхайцы, мянгады, дербеты, баяты, казахи, чанту (узбеки) и узумчины.

## Известные уроженцы
- Балдангийн Жав (1936—2012) — монгольский медик, акушер-гинеколог, народный врач Монголии (2000), педагог, профессор (1993), доктор медицинских наук (1971), академик Монгольской медицинской академии, заслуженный врач МНР (1990). Герой труда Монголии (2009).
- Баянбалын Тэгшээ (1926—1948) — герой МНР.

## Города-побратимы
- Тараз, Казахстан
- Бийск, Российская Федерация